# Chelsea Art Museum

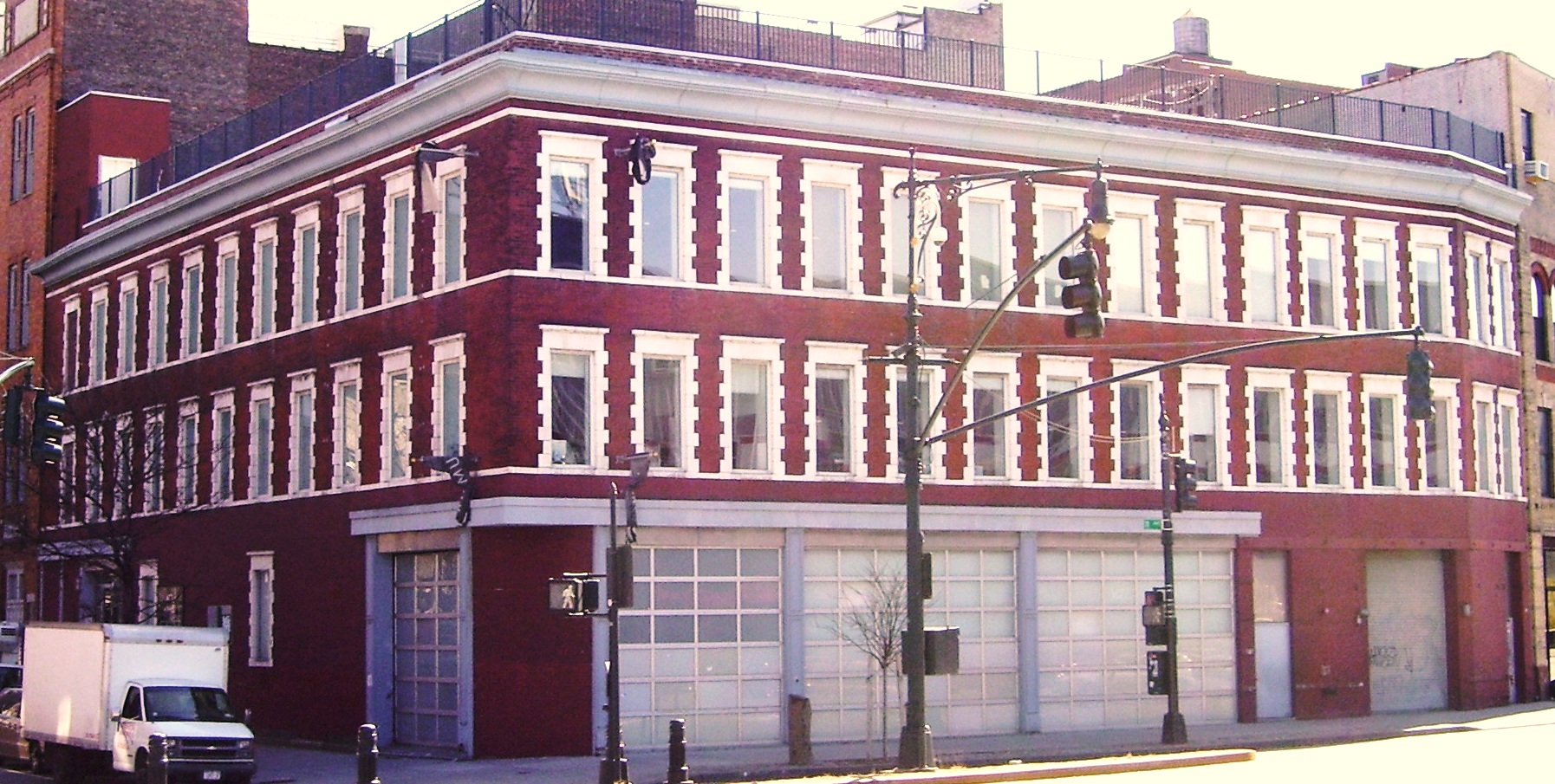
Chelsea Art Museum

Le Chelsea Art Museum (CAM) était un musée d'art contemporain à New York. Créé en 2002, il a fermé ses portes fin 2011. Centré sur l'art européen de l'après-guerre, il a aussi abrité la fondation Jean Miotte (1926-2016).

## Situation, description
Il se trouvait à Manhattan au 556 West 22e rue, au coin de la 11e avenue, dans le quartier de Chelsea. Le musée était spécialisé dans l'art européen d'après-guerre.
Le musée était logé dans un bâtiment historique converti, d'une surface de 2 800 m2.
Il abritait aussi la fondation Jean Miotte, destinée à la protection des œuvres de Jean Miotte ; elle accordait aussi des bourses d'études et de recherche sur art informel.

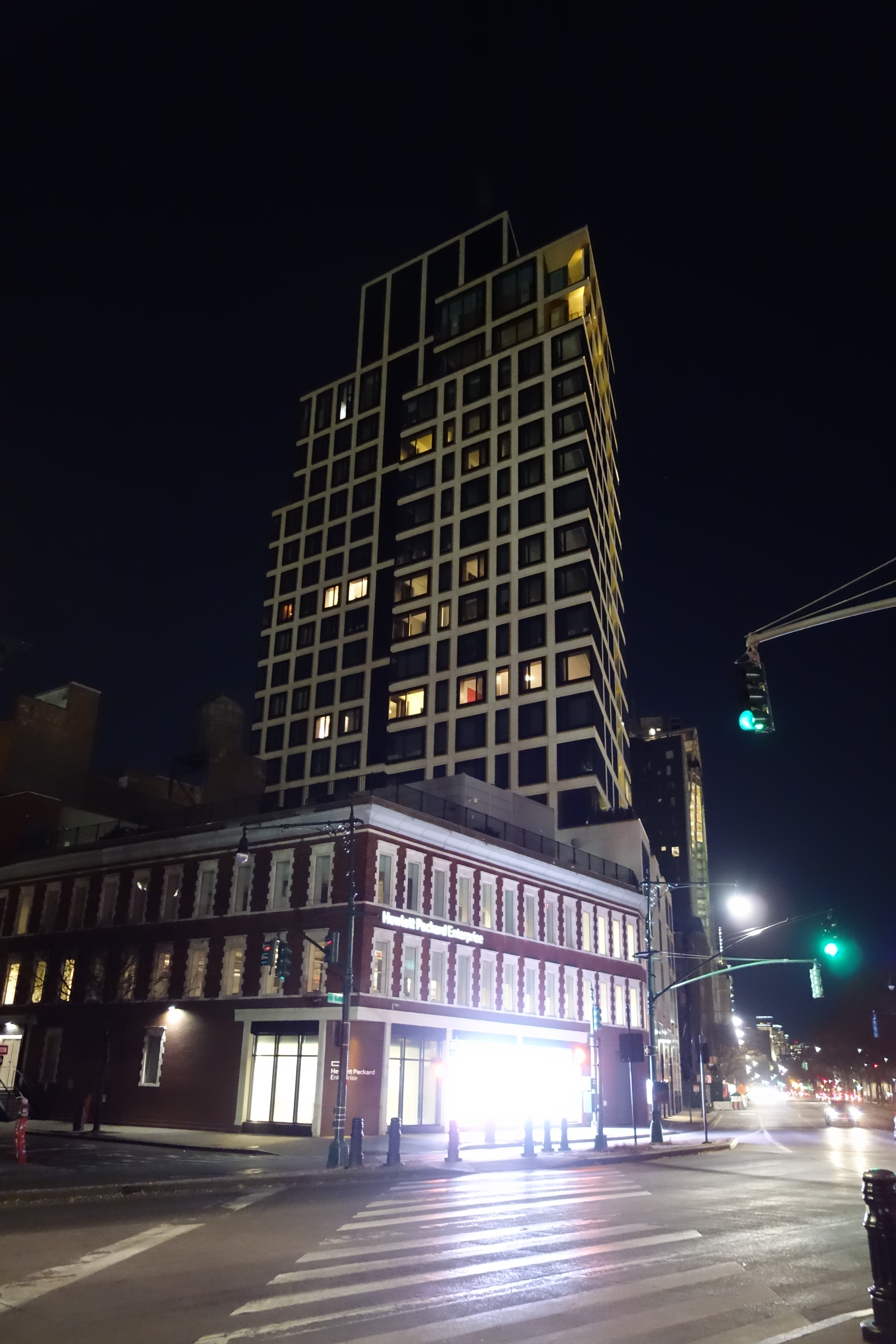
Le bâtiment en 2018

## Collections
Les collections du Chelsea Art muséum incluaient peintures, gravures, sculptures, céramiques, tapisseries et travail sur papier, mettant en avant l'art informel et l'expressionnisme abstrait avec des artistes d'Europe et des États-Unis, parmi lesquels Pol Bury, Mimmo Rotella, Jean-Paul Riopelle…, et en particulier Jean Miotte.
Le musée avait une exposition permanente des œuvres de Jean Miotte, avec une rotation régulière des 500 œuvres dans la collection Miotte du musée.

## Fermeture
En raison de difficultés financières,,, 
le Chelsea Art Museum a été fermé le 31 décembre 2011,, le bâtiment ayant été acheté par Albanese Organization après dépôt de bilan en 2010.
Il héberge maintenant les bureaux de Hewlett Packard Enterprise.